# Mariobezzia ebneri
Mariobezzia ebneri är en tvåvingeart som beskrevs av Becker 1922. Mariobezzia ebneri ingår i släktet Mariobezzia och familjen svävflugor.
Artens utbredningsområde är Sudan. Inga underarter finns listade i Catalogue of Life.